# Bardonia
Bardonia es un lugar designado por el censo (o aldea) ubicado en el condado de Rockland, en el estado estadounidense de Nueva York. En el año 2000 tenía una población de 4,367 habitantes y una densidad poblacional de 658.2 personas por km². Bardonia se encuentra ubicada dentro del pueblo de Clarkstown.

## Geografía
Bardonia se encuentra ubicada en las coordenadas 41°6′51″N 73°58′59″O / 41.11417, -73.98306. Según la Oficina del Censo, la ciudad tiene un área total de 7,5 km² (2,9 mi²), de la cual 6,6 km² (2,5 mi²) es tierra y 0,8 km² (0,3 mi²) (11.42%) es agua.

## Demografía
Según la Oficina del Censo, en 2000 los ingresos medios por hogar en la localidad eran de $96,068, y los ingresos medios por familia eran $104,415. Los hombres tenían unos ingresos medios de $70,060 frente a los $43,700 para las mujeres. La renta per cápita para la localidad era de $37,677. Alrededor del 1.4% de la población estaban por debajo del umbral de pobreza.